# 가야의 집
"가야의 집"은 1963년 공개된 대한민국의 영화이다.

## 배역
- 김지미
- 최무룡
- 조미령
- 이예춘